# Hohhot
Hohhot, tidigare känd som Kweisui, är en stad på prefekturnivå och huvudstad i det autonoma området Inre Mongoliet i norra Kina.
Stadskommunen hade 1,9 miljoner invånare vid senaste folkräkningen (2010). De största etniska grupperna är mongoler (11 procent) och hankineser (89 procent).

## Näringsliv
I Hohhot är Kinas två största mejeriföretag, Mengniu and Yili, förlagda. Stadens serviceindustri utgör grunden för stadens ekonomi och Hohhot är ett finansiellt centrum för Inre Mongoliet.

## Historia
Hohhot, som betyder den "Blåa staden" på mongoliska, grundades 1554 av den mongoliske härskaren Altan Khan, som grundade ett rike på Ordosplatån och etablerade fredliga relationer med Mingdynastin. På 1600-talet erövrades Ordos av den manchuiska Qingdynastin och staden döptes om till Guihua (歸化) på kinesiska och fick namnet Kūke hoton på manchuiska. Staden blev nu en prefektur i Shanxi-provinsen och manchuerna etablerade också en garnison för de Åtta fänikorna intill Guihua som fick namnet Suiyuan (綏遠) på kinesiska och Goroki be elhe obuha hoton på manchuiska.
Efter Qingdynastins fall slogs Guihua samman med Suiyuan till "Kweisui" (kinesiska: 歸綏?, pinyin: Guīsuī), som 1928 och blev huvudstad i den nya provinsen Suiyuan. Under det andra kinesisk-japanska kriget återfick Hohhot sitt mongoliska namn och blev huvudstad i den japanska lydstaten Mengjiang.
Efter Japans nederlag 1945 återställdes Suiyuan-provinsen och staden fick tillbaka sitt kinesiska namn Kweisui. När Suiyuan införlivades med Inre Mongoliet 1954 blev Hohhot huvudstad i den nya autonoma regionen och återfick sitt mongoliska namn. Den gamla staden Guihua har omorganiserats till stadsdistriktet Yuquan medan Suiyuan blivit stadsdistriktet Xincheng.

## Administrativ indelning

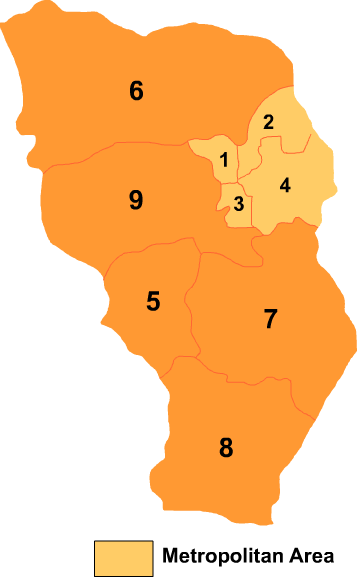
Hohhots administrativa indelning.

Hohhot består av fyra stadsdistrikt, fyra härad och ett mongoliskt banér:
1. Stadsdistriktet Huimin (回民区; "huikinesernas distrikt"), 175 km², 220 000 invånare;
2. Stadsdistriktet Xincheng (新城区, "Den nya staden"), 700 km², 320 000 invånare;
3. Stadsdistriktet Yuquan (玉泉区), 213 km², 190 000 invånare;
4. Stadsdistriktet Saihan (赛罕区), 1 013 km², 360 000 invånare;
5. Häradet Togtoh (托克托县), 1 313 km², 200 000 invånare, huvudort är köpingen Shuanghe (双河镇);
6. Häradet Wuchuan (武川县), 4 885 km², 170 000 invånare, huvudort är köpingen Hoho Ereg (可可以力更镇);
7. Häradet Horinger (和林格尔县), 3 401 km², 190 000 invånare, huvudort är köpingen Chengguan (城关镇);
8. Häradet Qingshuihe (清水河县), 2 859 km², 140 000 invånare, huvudort är köpingen Chengguan (城关镇);
9. Vänstra Tümed-banéret (土默特左旗), 2 712 km², 350 000 invånare, huvudort är köpingen Qasq (察素齐镇).

## Klimat
Genomsnittlig årsnederbörd är 602 millimeter. Den regnigaste månaden är juli, med i genomsnitt 185 mm nederbörd, och den torraste är januari, med 3 mm nederbörd.